# 威廉·埃蒂
威廉·埃蒂RA（1787年3月10日—1849年11月13日）是英格兰畫家，以其歷史畫聞名，是英国首個重要的裸體畫和静物画畫家。他生于約克，12歲時離開學校在赫爾當印刷學徒。結束7年的學徒工作之后去了伦敦，在那於1807年進入皇家藝術研究院學校，跟隨托马斯·劳伦斯學習，用複製其他藝術家的作品的方式得到訓練。埃蒂因其繪畫呈現出逼真的肌膚色在皇家艺术研究院得到尊重，但他在倫敦的前期沒有得到什么重要的成功。

## 背景

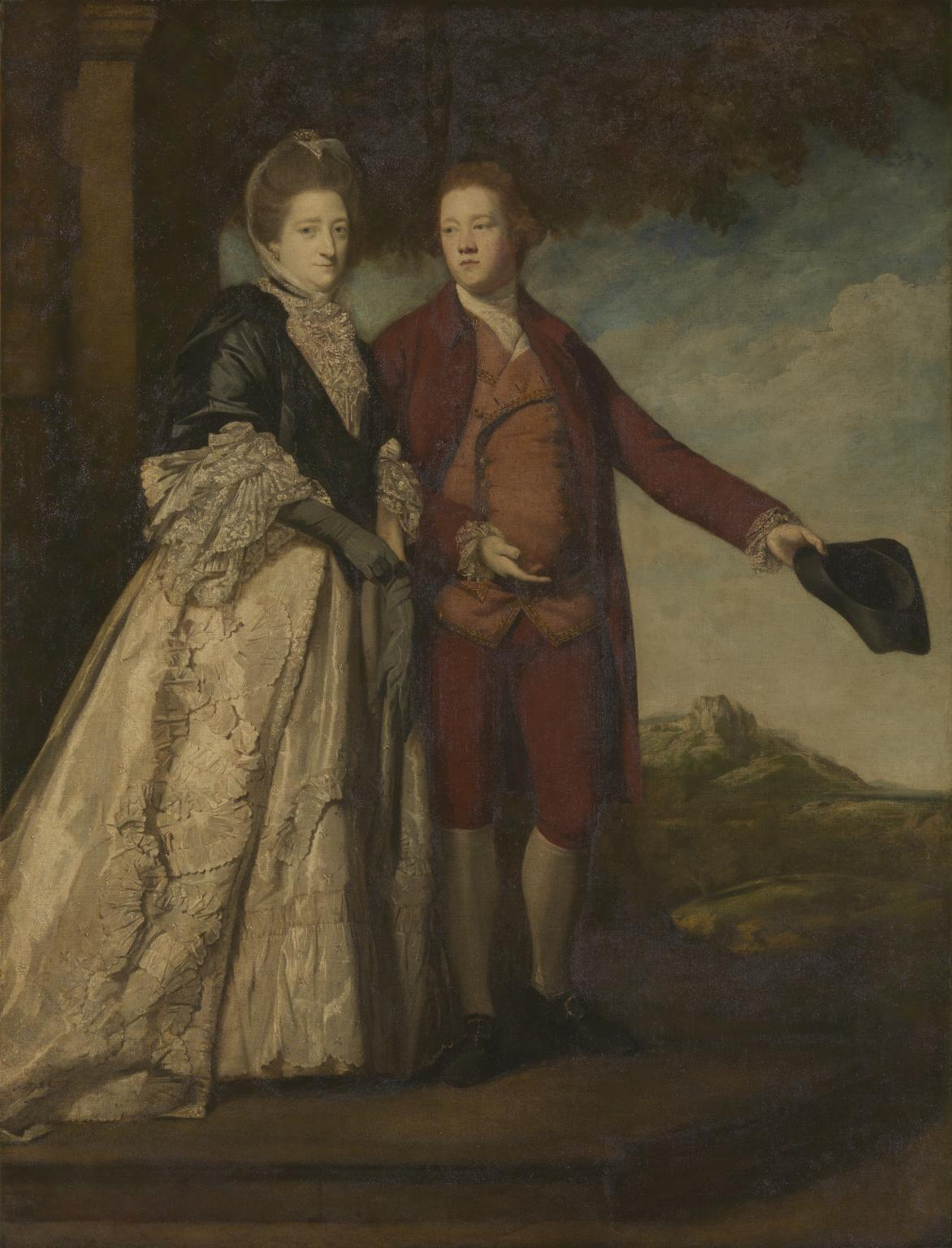
Sir Watkin Williams-Wynn and his mother Frances Shackerley，約書亞·雷諾茲，约 1768–69  1768–69。在19世紀早期，雷諾茲的風格影響了英格蘭藝術。

在18世紀晚期和19世紀早期，英國繪畫藝術極大地被約書亞·雷諾茲（1723 - 1792）影響，時任皇家藝術研究院首任院長。

## 童年和學徒期 (1787–1805)
威廉·埃蒂出生於約克的一個磨坊和麵包房家庭，是家中第七個孩子，龐大的家庭使得他們經濟並不寬裕。威廉從小就展示出了其藝術天賦，在其父親店里的木地板上用粉筆繪畫。

## 練習 (1806–21)

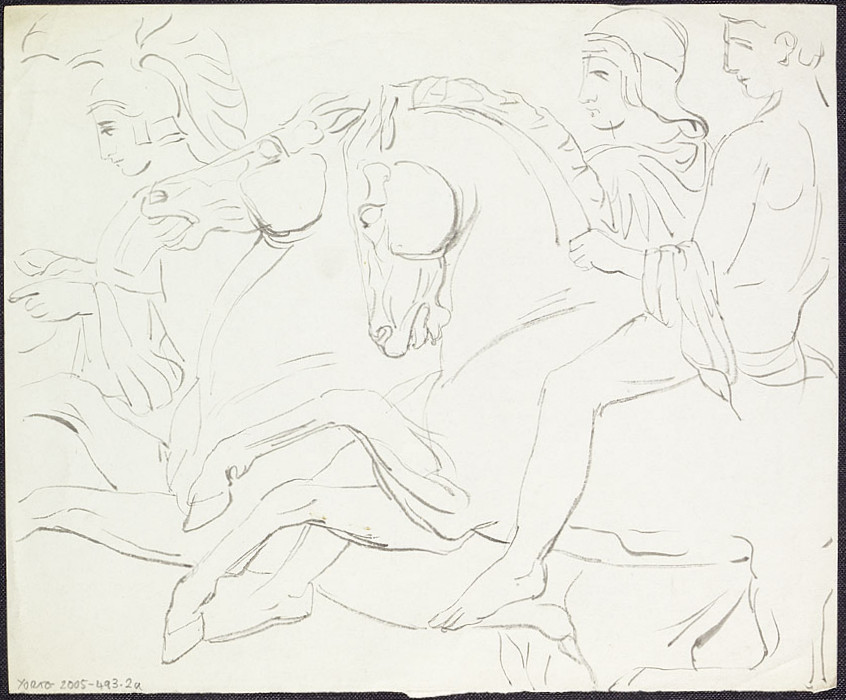
威廉·埃蒂的草圖，摹自埃爾金大理石上的雕塑。

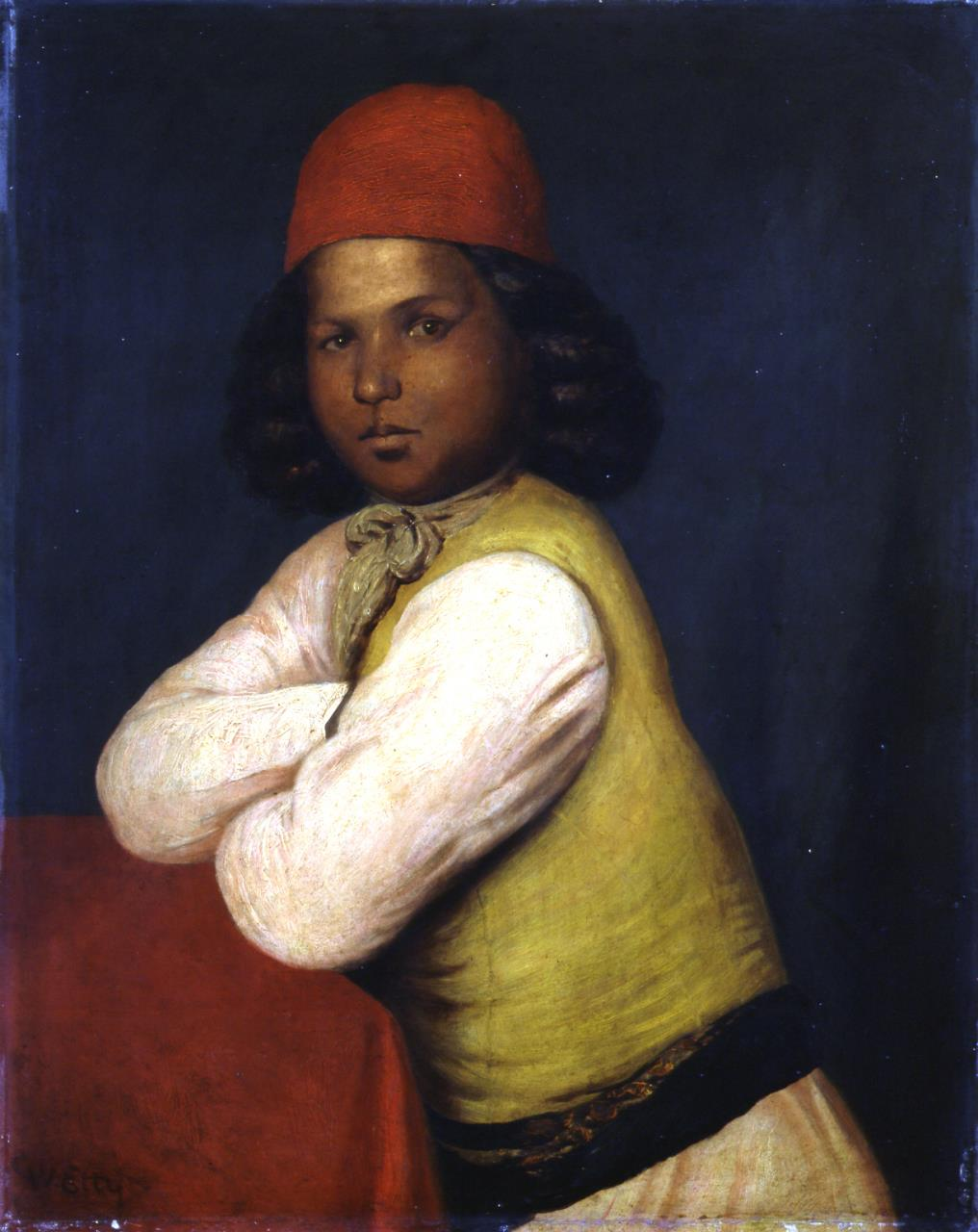
The Missionary Boy (1805–06) 被認為是埃蒂最早的重要作品。

### 法國和意大利

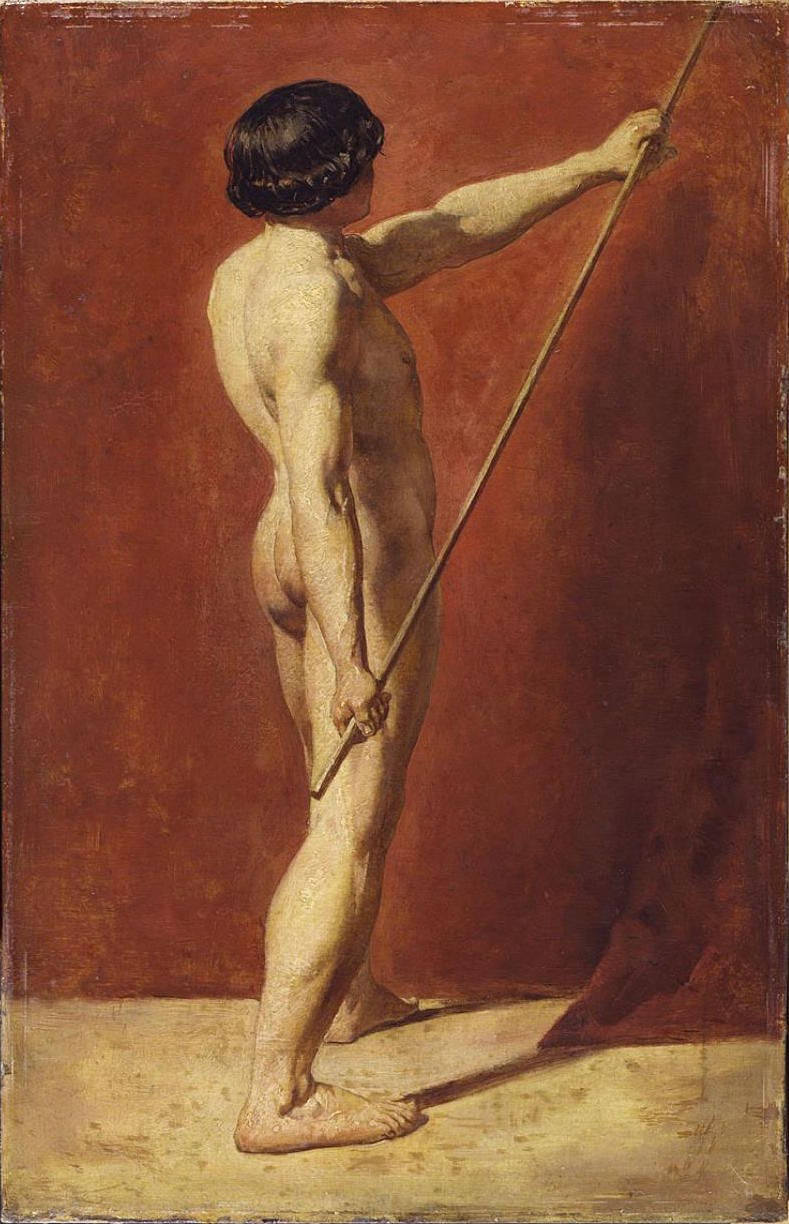
Male Nude with Staff (1814–16)儘管在1810年代商業上失敗，埃蒂仍然因其真實肉色的繪畫能力而在皇家藝術研究院獲得極大的尊重。

## 文档未记录的参数
- The Triumph of Cleopatra（英语：The Triumph of Cleopatra） (1821)
- 战斗：为战败者求情的女人 (1825)
- 爱之黎明 (绘画) (1828)
- 船头的青年与掌舵的欢愉 (1832)
- 毁灭天使和恶魔打断残暴者与纵欲者的狂欢#背景 (1832)
- 布里托玛救赎阿莫雷特 (1833)
- 海妖與尤利西斯(1837)
- 穆西多拉：在微风中惊慌失措的沐浴女 (1843)

## 外部連結
维基共享资源上的相關多媒體資源：威廉·埃蒂